# Babcze
Babcze (ukr. Бабче) – wieś na Ukrainie, w  obwodzie iwanofrankiwskim, w rejonie bohorodczańskim.